# 四芝兰镇
四芝兰镇，是中华人民共和国河北省邢台市宁晋县下辖的一个乡镇级行政单位。

## 行政区划
四芝兰镇下辖以下地区：
四芝兰村、三芝兰村、南迁善村、北迁善村、北赵家庄村、北齐家庄村、北辛庄村、前辛庄村、西曹固村、南白豆村、北白豆村、大杨庄村、邸亮庄村、屈家庄村、佃户营村、韩家庄村、南齐家庄村、北圈里村、南圈里村、北侯庄一村、北侯庄二村、北侯庄三村、南侯庄村、荆邱村、北孟庄村、侯家佐村、东曹固村、李家庄村和段家庄村。